# Fouad Abiad
Fouad „Hoss“ Abiad (* 15. Oktober 1978 in Windsor, Kanada) ist ein kanadischer Profi-Bodybuilder. Er hat libanesische Vorfahren und gehört dem International Federation of Bodybuilding & Fitness über den kanadischen Verband an.

## Leben und Karriere
Abiad begann erst mit 21 Jahren zu trainieren. Er schaffte es bisher dreimal auf das Cover von Flex. Gesponsert wurde er von 2008 bis 2011 von Team Muscletech, ab 2012 von Scitec Nutrition.
Die jährlich stattfindende Meisterschaft für angehende Profis in Ontario ist als Fouad Abiad Open nach ihm benannt.
An dem Mr. Olympia-Wettkampf nahm er bisher zweimal (2008 und 2012) teil.
Auf der Arnold Classic 2011 sorgte Abiad für Aufsehen, indem er nicht auf die Bühne kam, als er aufgerufen wurde. Im Nachhinein wurde bekannt, dass er bereits nach Hause gegangen war. Anschließend entschuldigte er sich via Twitter und Facebook bei seinen Sponsoren und seinen Fans. Als seinen Grund nicht aufzutreten gab er an, Fehler bei der Vorbereitung gemacht zu haben. Unter anderem hatte er sich beim Einkaufen "vergriffen" und eine übersalzenes Fleisch eingekauft, zusätzlich wurde seine Vorbereitung von einer Verletzung am Adduktor negativ beeinflusst. In der Arnold Classic 2013 erreichte er erneut einen enttäuschenden 10. Platz, verantwortlich hierfür sah er die Wettkampfrichter. Bei der Toronto Pro Super Show 2013 des IFBB erreichte er hinter Victor Martinez den 2. Platz.

## Daten
(Stand: FlexPro 2012)
- Körpergröße: 178 cm
- Off Season Körpergewicht: 129 Kilo
- Wettkampfgewicht: 112 Kilo
- Körperfettanteil Wettkampf: 4,1 %